# Arsa, Constanța
Arsa (în trecut Capucci ) este un sat în comuna Albești din județul Constanța, Dobrogea, România. La recensământul din 2002 avea o populație de 561 locuitori.